# Bremer Vulkan
Bremer Vulkan byla německá loděnice sídlící na řece Vezeře v Brémách. Stavěla civilní i vojenská plavidla. Vznikla na základě loděnice fungující ve Vegesacku od roku 1805. V letech 1893–1984 nesla název Bremer Vulkan AG Schiffbau und Maschinenfabrik in Vegesack a v letech 1984–1997 pak název Bremer Vulkan Verbund AG. Roku 1997 společnost zanikla. Během své existence měla několik poboček, například v Bremerhavenu, Rostocku a Wilhelmshavenu. Postavila více než 1000 plavidel.

## Historie

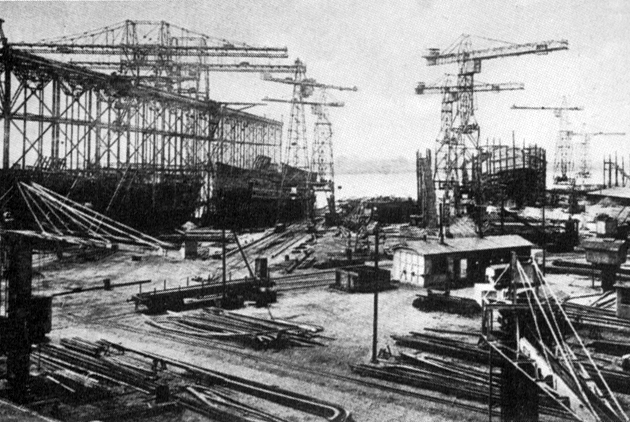
Loděnice Bremer Vulkan v roce 1910

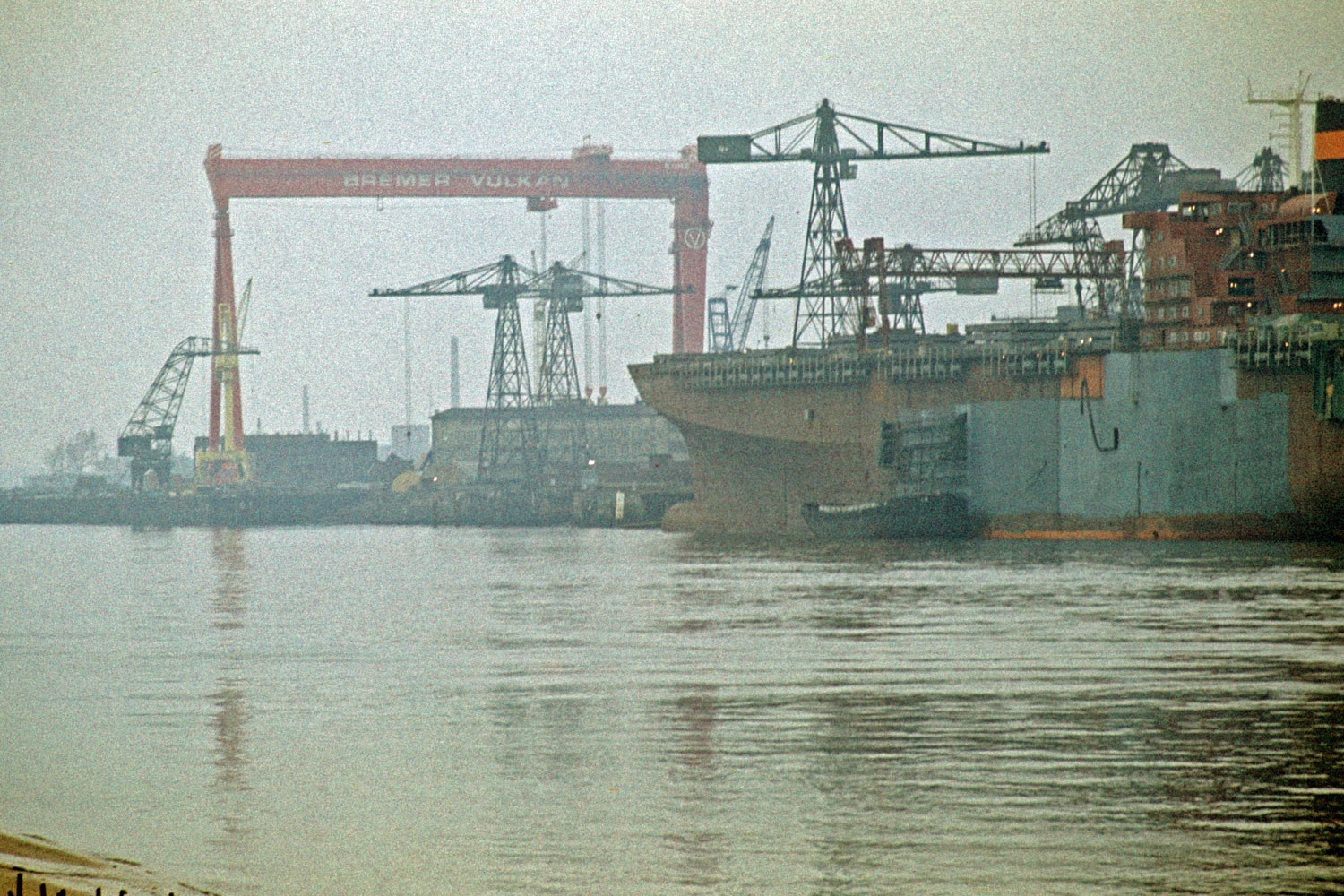
Loděnice Bremer Vulkan v roce 1974

Historie loděnice sahá do roku 1805. V lednu tohoto roku začal Johann Lange stavět plavidla ve Vegesacku na předměstí Brém. Jím založená společnost byla roku 1893 přeměněna na Bremer Vulkan AG Schiffbau und Maschinenfabrik in Vegesack. V letech 1896 a 1899 loděnice získala objednávky od rejdařství Norddeutscher Lloyd a Hamburg America Line (HAPAG). V souvislosti s nimi byla loděnice do roku 1902 významně rozšířena a modernizována. Do roku 1908 postavila 506 plavidel, včetně velkých poštovních, pasažérských a nákladních plavidel (např. pro Norddeutscher Lloyd, Hamburg America Line, DDG Hansa) i menších parníků (např. pro Woermann-Linie, Deutsche Ost-Afrika Linie). Roku 1908 měla šest skluzů pro stavbu velkých plavidel. Roku 1913 loděnice zaměstnávala 3600 osob. Roku 1914 v ní byla na vodu spuštěna velká pasažérská loď SS Zeppelin.
Za první světové války německému námořnictvu dodala jedenáct minolovek a zapojila se i do stavby ponorek třídy U 93. Roku 1928 na vodu spustila tehdejší největší tanker C. O. Stillman. Za druhé světové války byla významným dodavatelem německých ponorek. Prováděla i jejich opravy. Postaveno v ní bylo 74 ponorek Typu VII. Využívala přitom i práce vězňů z německých koncentračních táborů. Pro ochranu před bombardováním v ní byl rozestavěn ponorkový bunk Valentin, zůstal však nedokončen. Za války byla loděnice vážně poškozena bombardováním. Provoz v ní byl obnoven roku 1949.
Roku 1972 se loděnice stala součástí společnosti Thyssen-Bornemisza-Group NV. Stala se hlavním dodavatelem raketových fregat třídy Bremen (F122). Roku 1984 se loděnice Bremer Vulkan sloučila s loděnicí Lloyd-Werft. Získala název Bremer Vulkan Verbund AG. Po sjednocení Německa expandovala do někdejšího Východního Německa. Postupem času se Bremer Vulkan přeměnil v největší německou loděnici a významný průmyslový koncern. V roce 1994 měla společnost osmdesát poboček. Stavba lodí tehdy zajišťovala 44% příjmů koncernu. Roku 1996 společnost vyhlásila bankrot a roku 1997 loděnice ukončila činnost.

## Vybrané projekty

### Vojenská plavidla
- Třída Brandenburg (F123) – raketové fregaty
  - Mecklenburg-Vorpommern (F218)

- Třída Bremen (F122) – raketové fregaty
  - Bremen (F207)
  - Augsburg (F213)

- Třída U 93 (12 jednotek, další rozestavěny) – ponorky
- Typ VII (74 jednotek) – ponorky

- Atlantis (HSK 2) – pomocný křižník
- Fulk Al Salamah (L3) – výsadková a zásobovací loď
- Třída Elbe (typ 404) (6 jednotek) – zásobovací lodě
- Třída Sri Indera Sakti (2 jednotky) – podpůrné lodě

### Civilní plavidla
- SS Zeppelin – pasažérská loď
- SS Hannover – obchodní loď zajatá Brity a přestavěna na eskortní letadlovou loď HMS Audacity.
- SS Berlin – pasažérská loď